# Christiane Götz-Sobel
Christiane Götz-Sobel (* 1956 in Mainz) ist eine deutsche Wissenschaftsjournalistin. Sie ist die ehemalige Leiterin der ZDF-Redaktion Naturwissenschaft und Technik.

## Leben
Christiane Götz-Sobel studierte 1974 bis 1981 Biologie, Mathematik, Pädagogik und Publizistik an der Johannes-Gutenberg-Universität Mainz mit dem Abschluss des ersten und zweiten Staatsexamens für das Lehramt. 1981 bis 1990 war sie Lehrerin. Gleichzeitig arbeitete sie als freie Journalistin für die Frankfurter Allgemeine Zeitung und das ZDF. 1990 wurde sie Redakteurin im ZDF, wobei sie zunächst für Abenteuer Forschung und die Knoff-Hoff-Show von Joachim Bublath arbeitete, dann 1993 bis 2000 als Redakteurin, Autorin und Chefin vom Dienst für WISO mit Schwerpunkt Gesundheitspolitik, Umwelt- und Forschungspolitik. Außerdem verfasste sie Sendungen zu Bio- und Gentechnik. 2001 wurde sie Redakteurin und Chefin vom Dienst bei Abenteuer Wissen und 2008 Leiterin der Redaktion Naturwissenschaft und Technik. Sie betreute auch Leschs Kosmos, Terra X: Faszination Erde und Terra X: Faszination Universum und seit 2016 den YouTube-Kanal „Terra X – Lesch & Co.“
2017 erhielt sie die Medaille für naturwissenschaftliche Publizistik der Deutschen Physikalischen Gesellschaft (DPG).
Sie ist im Beirat der Wissenschafts-Pressekonferenz (WPK) und Gastreferentin (Wissenschaftsjournalismus) an der Filmakademie Ludwigsburg. Des Weiteren ist sie Mitglied im Nationalkomitee für UNESCO Global Geoparks in Deutschland.

## Schriften
- mit Wolfgang Mock: Wissenschaftsjournalismus heute : ein Blick auf 20 Jahre WPK, Wissenschafts-Pressekonferenz, VDI-Verlag 2006

## Ehrungen und Auszeichnungen
- 2020: Deutscher Fernsehpreis in der Kategorie Bestes Infotainment